# Campionato sudamericano maschile di pallavolo 1977
Il XII campionato sudamericano maschile di pallavolo si è svolto nel 1977 a Lima, in Perù. Al torneo hanno partecipato 7 squadre nazionali sudamericane e la vittoria finale è andata per l'undicesima volta, la sesta consecutiva, al Brasile.

## Squadre partecipanti
- Argentina
- Bolivia
- Brasile
- Ecuador
- Perù
- Paraguay
- Venezuela

## Classifica finale
| Classifica | Squadre   |
| ---------- | --------- |
|            | Brasile   |
|            | Venezuela |
|            | Argentina |
| 4          | Perù      |
| 5          | Paraguay  |
| 6          | Bolivia   |
| 7          | Ecuador   |